# Catherine-Joseph-Ferdinand Girard de Propiac
Pour les articles homonymes, voir Girard (patronyme).
Catherine-Joseph-Ferdinand Girard de Propiac est un littérateur français né à Dijon en 1759 et mort à Paris le 31 octobre 1823. 
Il s’adonna avec passion, dans sa jeunesse, à l’étude de la musique et composa des romances, ainsi que quelques opéras-comiques, qui furent représentés avec succès. En 1791, ne se croyant plus en sûreté en France, il émigra, servit dans l’armée des princes, revint à Paris sous le Consulat et obtint la place d’archiviste à la préfecture de la Seine.
De Propiac était instruit et savait plusieurs langues. Sa malheureuse passion pour le jeu le fit vivre presque constamment dans la gêne. Il en fut réduit le plus souvent à travailler à la hâte pour les libraires et composa un très-grand nombre d’ouvrages élémentaires, qui, pour la plupart, ne sont que des traductions et des compilations dont le succès dépassa le mérite.

## Œuvres
Nous citerons de lui : Les Trois Déesses rivales, La Fausse Paysanne, Les Savoyardes, La Continence de Bayard, opéras-comiques dont il composa la musique et qui furent représentés sur le théâtre Favart de 1787 à 1790 ; Plutarque ou Abrégé des vies des hommes illustres de ce célèbre écrivain (Paris, 1803, 2 vol. in-12) ; Le Plutarque des demoiselles (Paris, 1806, in-12) ; Dictionnaire d’amour (Paris, 1807) ; Histoire de France à l’usage de la jeunesse (Paris, 1807) ; Histoire sainte (Paris, 1810) ; Beautés de l’histoire sainte (Paris, 1811) ; Le Plutarque français ou Abrégé des vies des hommes illustres dont la France s’honore (Paris, 1813, 2 vol. in-12) ; Beautés de l’histoire militaire ancienne et moderne (Paris, 1814, in-12) ; Histoire d’Angleterre à l’usage de la jeunesse (Paris, 1818, 2 vol.) ; les Merveilles du monde (Paris, 1820, 2 vol. in-12) ; Petit tableau de Paris et des Français (Paris, 1820, in-12) ; Le Laharpe de la jeunesse (Paris, 1822) ; Beautés de la morale (Paris, 1822) ; Les Curiosités universelles (Paris, 1823, 2 vol.) ; Plutarque moraliste (Paris, 1825), etc., et des traductions des Bijoux dangereux de Kotzebue (1802), des Contes moraux de A. Lafontaine (1802), de l'Histoire de Gustave Wasa d’Archenholz (1803), etc.

## Source
« Catherine-Joseph-Ferdinand Girard de Propiac », dans Pierre Larousse, Grand dictionnaire universel du XIXe siècle, Paris, Administration du grand dictionnaire universel, 15 vol., 1863-1890 [détail des éditions].